# 三菱レイヨン
三菱レイヨン株式会社（みつびしレイヨン、英: MITSUBISHI RAYON CO.,LTD.）は、かつて存在した日本の大手合成繊維・合成樹脂メーカー。本社は東京都千代田区に置いていた。三菱グループの一員であり、三菱金曜会及び三菱広報委員会の会員企業であった。また、日本化学繊維協会の元会員でもある。
企業メタクリル酸メチル樹脂（MMA樹脂・アクリル樹脂）世界首位、炭素繊維世界3位。社名の由来となったレーヨンのステープル（短繊維）は、1978年12月に生産を終了した。一般消費者には浄水器「クリンスイ」で知られていた。
2017年4月1日、三菱化学および三菱樹脂と合併、三菱ケミカルとなった。

## 沿革
- 1933年（昭和8年）8月1日 - 新興人絹株式会社として創業[7][8]（旧鈴木商店系で岩崎家とは無縁）。
- 1935年（昭和10年）6月 - 大竹工場（現：大竹事業所）竣工。
- 1942年（昭和17年）10月 - 日本化成工業株式会社と合併。
- 1943年（昭和18年）10月 - MMAモノマー生産開始。
- 1944年（昭和19年）5月 - 日本化成工業と旭硝子が合併し、三菱化成工業株式会社に商号変更。
- 1950年（昭和25年）6月1日 - 財閥解体の指定を受け、新光レイヨン、日本化成工業（後の三菱化成→三菱化学）・旭硝子（現：AGC）の3社に分割。
- 1952年（昭和27年）12月 - 新光レイヨンが、三菱レイヨン株式会社に社名変更。
- 1958年（昭和33年）8月 - 富山工場（現：富山事業所）竣工。
- 1963年（昭和38年）11月 - 豊橋工場（現：豊橋事業所）竣工。
- 1982年（昭和57年） - 社名のロゴ（スリーダイヤ）の色をフレッシュグリーンに変更。1985年（昭和60年）まで使用。
- 1998年（平成10年）10月 - 日東化学工業と合併。横浜事業所、八戸事業所（現：八戸製造所）、化学品開発研究所（現：横浜先端技術研究所）を継承。
- 2008年（平成20年）11月 - MMA樹脂で世界最大のシェアを持つ英国・ルーサイト社[9]の買収を発表。
- 2010年（平成22年）4月1日 - TOBにより、三菱ケミカルホールディングスの子会社となる。
- 2010年（平成22年）9月 - 東証・大証一部上場廃止。
- 2010年（平成22年）10月 - 株式交換により、三菱ケミカルホールディングスの完全子会社となる。
- 2017年（平成29年）4月1日 - 三菱化学、三菱樹脂、三菱レイヨンの3社合併、三菱ケミカル株式会社発足[10]（存続会社は三菱レイヨン[11]）。

## 事業所所在地
管理統括機能
- 本社（東京都千代田区丸の内一丁目）
- 大阪支店（大阪府大阪市)
- 北陸出張所（福井県福井市)

生産機能
- 大竹事業所（広島県大竹市）
- 豊橋事業所（愛知県豊橋市）
- 富山事業所（富山県富山市）
- 横浜事業所（神奈川県横浜市）

研究機能
- 大竹研究所（旧中央研究所、広島県大竹市）
- 横浜研究所（神奈川県横浜市）
- 豊橋研究所（愛知県豊橋市）
- 生産技術研究所（広島県大竹市）

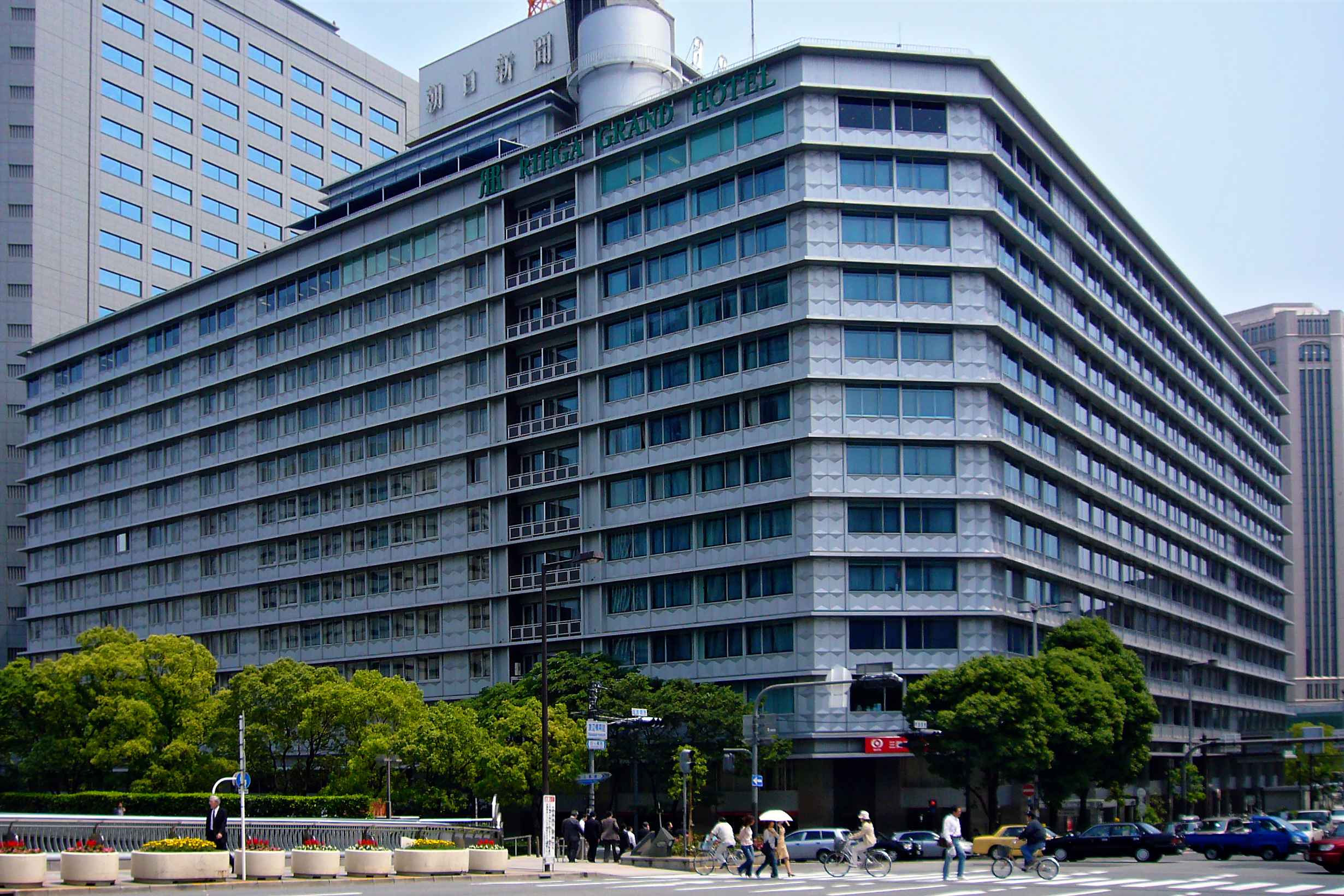
かつて大阪支店が入居していた新朝日ビルディング

このほか、かつては名古屋支店（旧名古屋販売、愛知県名古屋市、2010年業務終了）、商品開発研究所（愛知県名古屋市）、東京技術・情報センター（旧東京研究所、神奈川県川崎市、2009年以降横浜研究所に統合）が設置されていた。

## 主なグループ会社
（国内50音順・海外地域別）
国内子会社
| - アクリサンデー - MRC幸田 - MRC情報システム - MRCポリサッカライド - MRCファイナンス - MRM大竹 - MRM富山 - ダイヤ開発 - ダイヤモード - トーセン - 三菱レイヨンアクア・ソリューションズ - 菱晃 - 菱光サイジング |  | - MRC－SGLプレカーサー - MRCコンポジット プロダクツ - MRC・テクノリサーチ - MRCパイレン - MRCユニテック - MRM豊橋 - エムアンドユー - ダイヤテック - 東栄化成 - 日東石膏ボード - 三菱レイヨン・クリンスイ - 三菱レイヨン・テキスタイル |

国内関連会社
| - アサヒプラスチックス - サンユーケミカル - デュポンMRCドライフィルム - フジワラ - メック - レリアン（元レナウングループ、伊藤忠と共同買収） |  | - MRC・デュポン - ダイヤ・カーペット - 富士プラスチック - 明邦 - UMG ABS（ABS樹脂国内シェアトップ） |

国外子会社
| - Lucite International Group (UK) - Thai MMA Co., Ltd. (Thailand) - MRC Asia Ltd. (Thailand) - 三菱麗陽高分子材料（南通）有限公司 (China) - 蘇州麗陽光学産品有限公司 (China) - 大連麗陽環保機器有限公司 (China) - MRC Hong Kong Co. Ltd. (Hong-Kong) - Grafil, Inc.(USA) - MRC Golf, Inc. (USA) |  | - MRC Holdings Ltd. (Thailand) - Diapolyacrylate Co., Ltd. (Thailand) - 恵州恵菱化成有限公司(Huizhou MMA Co., Ltd.) (China) - 蘇州三友利化工有限公司 (China) - 菱技樹脂産品（上海）有限公司 (China) - 無錫碧水源麗陽膜科技有限公司 (China) - Dianal America, Inc. (USA) - Newport Adhesives and Composites, Inc.(USA) - Mitsubishi Rayon America Inc. (USA) |

国外関連会社
| - LOTTE MRC Corp.(Korea) - MRC Resins (Thailand) Co., Ltd. (Thailand) |  | - San Esters Corp. (USA) - P.T. Diachem Resins Indonesia (Indonesia) |

かつての子会社
アクリミラー
- 三菱レイヨンと京葉真空との合弁販社として設立されたが、1999年、菱晃に合併[13]。銀座に本社を構えていたが、名古屋営業所と大阪営業所はいずれも三菱レイヨンの支店内にあった。
- アルミ真空蒸着樹脂製鏡「アクリミラー」や、三菱レイヨン旧フィルム部より移管されたアルミ真空蒸着ラミネートフィルム「ヘアラインミレナート」を販売していた。

新光エステル
- 1968年設立のポリエステル繊維事業会社。1973年、三菱レイヨンに合併。

新光合成
- 1956年設立（旧新光合成樹脂）

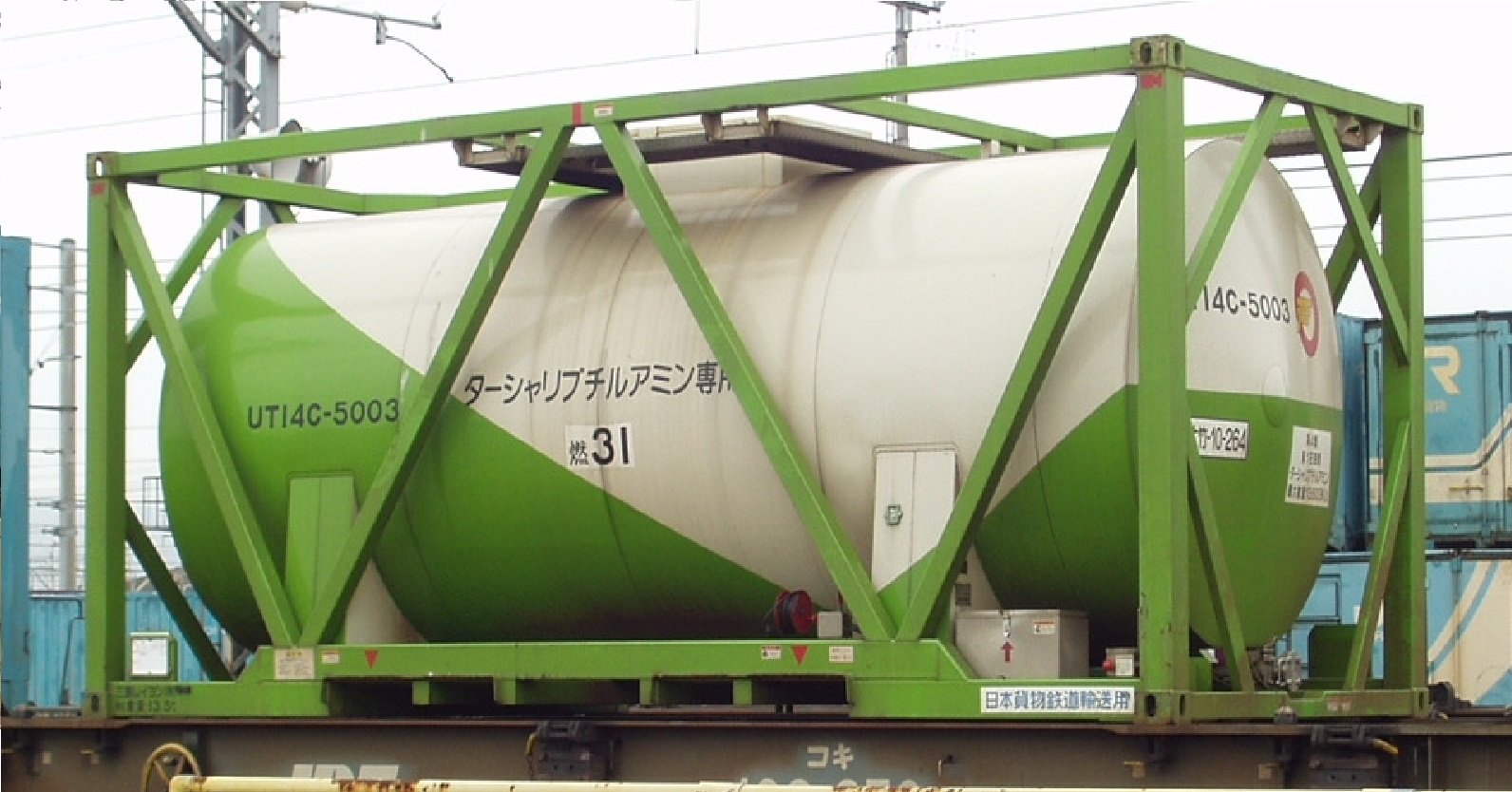
UT14C-5003　日本石油輸送（三菱レイヨン借受）所有。かつて子会社のダイヤニトリックス社が生産していた、ターシャリブチルアミンをJR貨物の鉄道輸送用に、リースで借り受け使用していた20 ft形の私有タンクコンテナである。※撮影時は、それまでのダイヤニトリックス使用者名が親会社の三菱レイヨンになっていた。（旧、西岡山駅にて、2003年5月7日撮影）

- かつては山梨県にてアクリライト製造工場を運営していた。

ダイヤニトリックス
- 2001年設立のアクリロニトリル製造販売会社。2013年、三菱レイヨンに統合[14]。

ダイヤファイバーズ
- 1977年、日本エクスラン工業（東洋紡と住友化学の共同出資会社）と、三菱レイヨンのボンネル共販会社として設立。

日東化学工業
- ABS樹脂を製造していたが、1998年、三菱レイヨンに合併。

三菱アセテート
- 1956年、菱光アセテートとして設立。1958年には三菱アセテートに社名変更[15]。1989年、三菱レイヨンに合併

三菱バーリントン
- 2003年、三菱レイヨン・カーペットに社名変更[16]。2006年、カーペット販売事業をダイヤ・カーペット（東リと三菱レイヨンの合弁会社）に承継[17]。

三菱ボンネル
- 1957年、新光アクリル繊維として設立。1958年、三菱ボンネルに社名変更[18]。1968年、三菱レイヨンに合併[19]。

三菱レイヨン・エンジニアリング
- 1975年設立。2010年、三菱化学エンジニアリングへ事業譲渡[20]。

菱光電子工業
- 1963年設立[21]、2005年同業他社に株式譲渡後[22]、2010年廃業[23]。
- プリント基板、航空計器等照明付きアクリル樹脂製計器板「ライティングパネル」の製造販売を行っていた。ライティングパネルは2010年より持分法適用会社のフジワラが事業を継承[24]。全盛期は名古屋（本社工場）と川崎市登戸（東京工場）に工場があった。後に本社工場の老朽化に伴い東京工場に集約され、その後製造部門を菱光電子工業、営業部門を三菱レイヨンとした。

## 主要商品
(子会社、関連会社、合弁会社扱い商品を含む)
- 化学原料・化成品MMAモノマー「アクリエステル」
- アクリル樹脂板「アクリライト」
- アクリル樹脂成形材「アクリペット」
- ABS樹脂「ダイヤペット」
- 樹脂改質剤「メタブレン」
- アクリル人工大理石「デュポン・コーリアン」
- 機能樹脂（エンジニアリングプラスチック）
- プラスチック光ファイバー「エスカ」
- 炭素繊維・炭素繊維・複合材[25]「パイロフィル」
- ゴルフシャフト「ディアマナ」
- 水処理・中空糸膜「ステラポアー」
- 浄水器「クリンスイ」
- アクリル繊維「ボンネル」
- ポリエステル繊維「ソルーナ」
- アセテート繊維「ソアロン」「リンダ」「タバコ用フィルター」
- ポリプロピレン繊維[26]「パイレン」
- 人工皮革「グローレ」[27]
- 液晶用プリズムシート「ダイヤアート」[28]
- アクリル樹脂フィルム「アクリプレン」
- 合成樹脂加工商品
- エンジニアリング事業
- カーペット事業
- 情報システム事業
- 天然多糖類

## 主な学会賞受賞技術

メタクリル酸メチル構造式

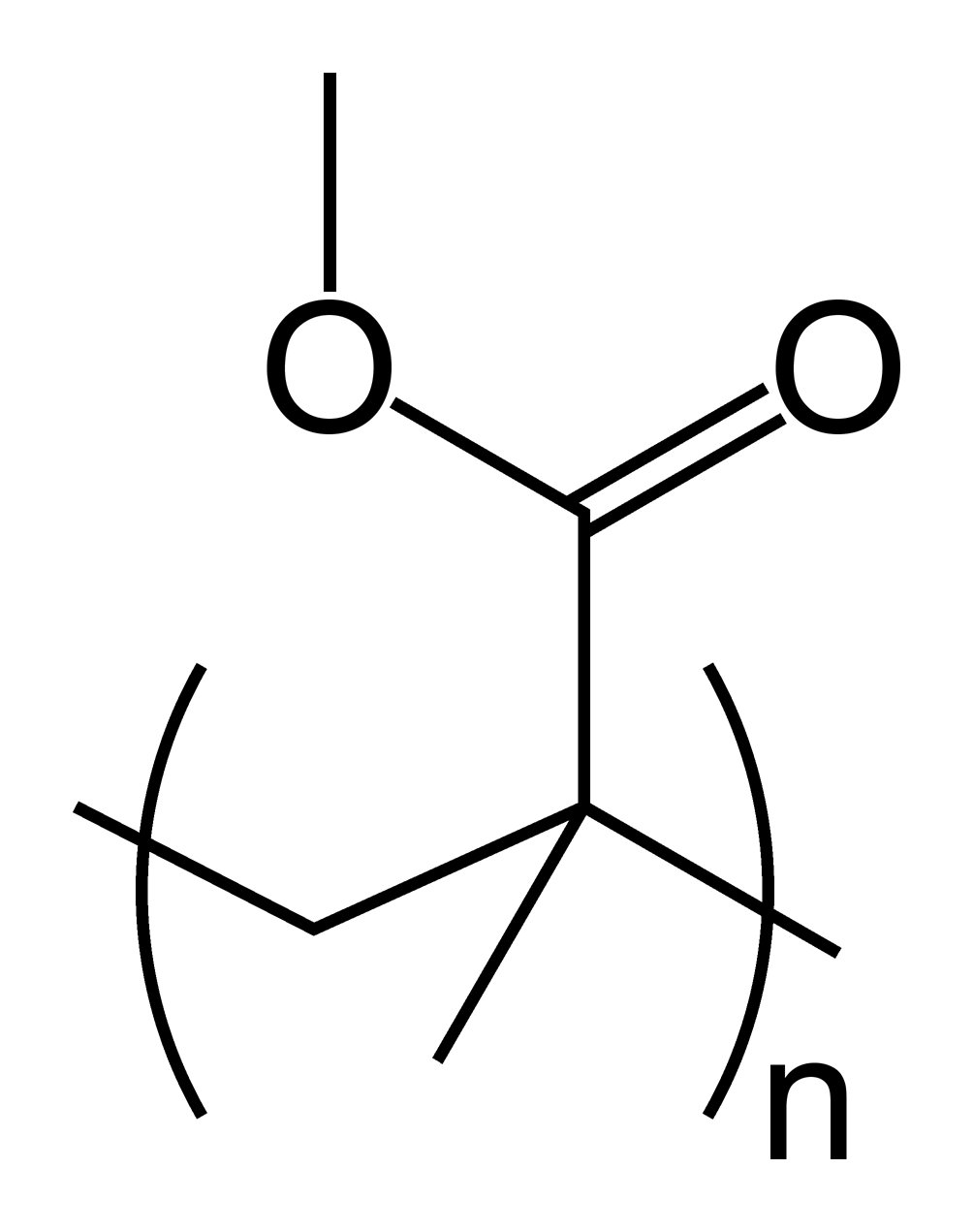
ポリメタクリル酸メチル樹脂(PMMA)構造式

- 1965年 - ビニロンフィラメント製造法（大河内記念会技術賞）
- 1978年 - メチルメタクリレート樹脂板の連続製造技術の確立（大河内記念生産賞）
- 1978年 - 新規塩化ビニル樹脂用加工助剤メタブレンPと関連技術の開発と工業化（高分子学会賞）
- 1982年 - メタクリル酸メチル新合成プロセスの開発（化学工学協会技術賞）
- 1983年 - メチルメタクリレートの新しい製造法の開発とその工業化（大河内記念生産特賞）
- 1985年 - 低損失プラスチック光ファイバーの開発と工業化（日本化学会化学技術賞）
- 1985年 - ポリオレフィン系中空糸膜の微細多孔質化技術の開発と工業化（高分子学会賞）
- 1986年 - 酵素法によるアクリルアミド製造プロセスの開発（化学工学協会技術賞）
- 1988年 - アクリルアミドの新しい製造法の開発と工業化（大河内記念生産特賞）
- 1988年 - 分子形状選択性触媒を用いたジメチルアミンの製造（触媒学会技術賞）
- 1989年 - ジメチルアミン製造における新触媒とプロセス開発（化学工学会技術賞）
- 1991年 - ランダム微細構造ポリエステル繊維「クリセタ」の開発（繊維学会技術賞）
- 1993年 - 中空糸膜フィルターを用いた発電プラント復水・廃液処理システムの開発（化学工学会技術賞）
- 1993年 - CFRPマストの一体成形技術（日本複合材料学会技術賞）
- 1997年 - 高ドレープ性アセテート繊維の開発（繊維学会技術賞）
- 2000年 - 白色系蓄熱保温・導電アクリル繊維の開発（繊維学会技術賞）
- 2000年 - プラスチックロッドレンズアレイの開発と工業化（高分子学会技術賞）
- 2004年 - 三層複合中空繊維膜の開発（繊維学会技術賞）
- 2005年 - 通気コントロール素材"ベントクール"の開発（繊維学会技術賞）
- 2007年 - 機能性シースコアアクリル繊維群「コアブリッド」の開発（繊維学会技術賞）
- 2008年 - 異染性複合繊維素材「ミクシカ」の開発（繊維学会技術賞）
- 2009年 - 下排水処理用中空糸膜SADFの開発・工業化（繊維学会技術賞）